# 오자와 아키히토
오자와 아키히토(일본어: 小澤 章人, 1992년 8월 10일~)는 일본의 축구 선수이다.

## 구단 경력
그는 2015년 일본 풋볼 리그의 SP 교토 FC에 입단했다. 2016년 J1리그의 알비렉스 니가타로 이적했다. 2017년 J3리그의 블라우블리츠 아키타로 이적했다. 17경기에 출전, J3리그 우승을 차지했다. 2018년 J3리그의 AC 나가노 파르세이루로 이적했다. 2020년까지 53경기에 출전. 2021년부터 2023년까지 J2리그의 미토 홀리호크와 블라우블리츠 아키타에서 활동했다. 2024년 J3리그의 FC 이마바리로 이적했다. 2025년 FC 류큐로 이적했다.